# رود پلسکا
رود پلسکا (انگلیسی: Pelska) یک رودخانه در استان پسکوف کشور روسیه است.